# 힘스 (기업)
주식회사 힘스(Hims)는 대한민국의 인장기 기업이다.

## 주해
1. ↑  주관사를 KB증권과 SK증권으로 공모가 20,000원에 코스닥 시장에 상장